# شون أندرس
شون أندرس (بالإنجليزية: Sean Anders)‏ (و. 1969  م) هو ممثل، وكاتب سيناريو، ومخرج أفلام، وممثل أفلام أمريكي، ولد في دي فورست.

## وصلات خارجية
- شون أندرس على موقع IMDb (الإنجليزية)
- شون أندرس على موقع روتن توميتوز (الإنجليزية)
- شون أندرس على موقع ألو سيني (الفرنسية)
- شون أندرس على موقع ميوزك برينز (الإنجليزية)
- شون أندرس على موقع أول موفي (الإنجليزية)
- شون أندرس على موقع بوكس أوفيس موجو (الإنجليزية)
- شون أندرس على موقع قاعدة بيانات الأفلام السويدية (السويدية)
- شون أندرس على موقع قاعدة بيانات الفيلم (الإنجليزية)
- شون أندرس على موقع كينوبويسك (الروسية)